# 金勢さき子
金勢 さき子（かなせ さきこ、1934年（昭和9年）1月20日 - 1959年（昭和34年）10月30日）は、日本のモデル。インドネシア初代大統領スカルノの愛人であった。鉄鋼商社である木下商店によってジャカルタに送られた。
インドネシア名は、サリク・マエサロ（Saliku Maesaroh）。

## 生涯
本籍地は石川県金沢市、出身地は東京都世田谷区等々力町。1934年（昭和9年）1月20日、金勢大と静子の間に生まれた。1952年（昭和27年）、都立目黒高校を卒業するとモデル養成所に通った。その間、松竹映画が募集した「ミス明眸」及び「ミス・ジャズ」コンテストで共に2位入賞。その後渋谷の喫茶店ジャズ・コーナーに勤務。1955年7月には一流モデルクラブとされる「すみれモデルグループ」に加入。ファッションモデルとしての仕事の傍ら、銀座のナイトクラブ・クラウンや交詢社シローに勤務した。2年後の秋に赤坂のキャバレー「紅馬車」に移籍した。
1958年（昭和33年）2月、友人に誘われて訪れた京都で来日中のスカルノと出会うが、これは政府与党関係者の差配だったとされている。当時、築地の料亭・金田中や銀座のナイトクラブ・交詢社シローやアスターハウスなど大手商社と深い繋がりのある店で、インドネシアの使節団を相手としていた木下商店主催の宴席が度々開かれていた。
当時は自由に海外旅行が出来ない時代であったが、金勢は木下商店ジャカルタ支店長・豊島中の娘の家庭教師という名目でパスポートを取得。1958年（昭和33年）11月、豊島の妻子と共に日本を発ち、ジャカルタのクマヨラン空港からインドネシアに初入国。豊島支店長や大統領副官のサブール少佐らに出迎えられた。現地での表向きはインドネシア賠償使節団長を務めたバスキの妻であり、バスキ夫人と呼ばれていた。翌1959年（昭和34年）4月14日、スカルノの訪日に先立って一時帰国。その後の6月6日に来日したスカルノが、帝国ホテルにさき子の両親を招待し結婚を申し込んだ。6月下旬、母・静子はさき子とその伯父で元衆議院議員の長谷長次同席のもと、新橋の喫茶店でジャカルタへ赴任予定だったある商社マンに「娘がスカルノの第三夫人としてインドネシアに行くことになったが、現地に知人もいないので面倒を見てやってほしい」と念入りに頼んでいる。
だがさき子に結婚を申し込んだ直後、スカルノは日本で東日貿易社長の久保正雄に別の女性を紹介される。同年9月にその女性である根本七保子（後のデヴィ・スカルノ）がジャカルタに初入国した。スカルノには既に複数の妻や愛人がいた。
1959年（昭和34年）7月、両親と別れさき子はジャカルタに戻った。同年10月3日、さき子はスカルノが根本とバリ島に出かけている間に、ジャカルタのクバヨランにある自宅で睡眠薬を飲み、両手首を剃刀で切ったが、この時は一命を取り止めた。しかし同月30日、寄留していた政府軍将校の邸宅で、再び睡眠薬を飲むと湯を張り両手首を切った。ある将校の妻が発見し、セント・カルロス病院へ運び込まれたが、命を落とした。25歳没。遺体は「Saliku Maesaroh」というインドネシア名でクバヨランの墓地に埋葬されたとされている。なお、根本七保子はその後約3年間スカルノの愛人であったが、1962年に正式に第三夫人となった。